# Владивостоцький час
| USZ1 | Калінінградський час | MSK-1 (UTC+2)  | 20:29 |
| MSK  | Московський час      | MSK (UTC+3)    | 21:29 |
| SAMT | Самарський час       | MSK+1 (UTC+4)  | 22:29 |
| YEKT | Єкатеринбурзький час | MSK+2 (UTC+5)  | 23:29 |
| OMST | Омський час          | MSK+3 (UTC+7)  | 00:29 |
| KRAT | Красноярський час    | MSK+4 (UTC+7)  | 01:29 |
| IRKT | Іркутський час       | MSK+5 (UTC+8)  | 02:29 |
| YAKT | Якутський час        | MSK+6 (UTC+9)  | 03:29 |
| VLAT | Владивостоцький час  | MSK+7 (UTC+10) | 04:29 |
| MAGT | Магаданський час     | MSK+8 (UTC+11) | 05:29 |
| PETT | Камчатський час      | MSK+9 (UTC+12) | 06:29 |

Владивостоцький час (рос. Владивостокское время, VLAT) — місцевий час на частині території РФ у часовому поясі, що відрізняється на +10 годин від UTC (UTC+10) і на +7 годин від московського часу (MSK+7).
Це офіційний час у центральній частині Якутії, в Приморському та Хабаровському краях та в Єврейській автономній області.
Основні міста:
- Владивосток
- Комсомольськ-на-Амурі
- Хабаровськ

Крім цього, аналогічний час (UTC+11) поширений цілодобово на Новій Каледонії, Вануату, Соломонових Островах, а також летом (в листопаді-березні) в південно-східних містах Австралії (Сідней, Мельбурн, Канберра та на острові Тасманія).